# Émerson Leão
Émerson Leão, bürgerlich José Augusto Borges Nascimento (* 11. Juli 1949 in Ribeirão Preto), ist ein ehemaliger brasilianischer Fußballspieler und Fußballtrainer. Er gehörte in den 1970er Jahren zu den besten Torhütern der Welt.
Mit Palmeiras aus São Paulo und Grêmio aus Porto Alegre gewann er insgesamt viermal die Meisterschaft von Brasilien. Bei der Nationalmannschaft war er im Kader als diese 1970 Weltmeister wurde und er war Kapitän der Mannschaft die 1978 Dritter wurde. Als Trainer wurde er unter anderem Meister mit dem Santos FC und Copa-Conmebol-Sieger mit Atlético Mineiro.

## Spielerkarriere

### Verein
Aus der Jugend des São José EC im Hinterland von São Paulo entstammend schloss er sich 1967 dem professionellen unterklassigen Verein Comercial FC in Ribeirão Preto an.
1968 wurde er zum Großverein Palmeiras São Paulo geholt. Dort wurde er 1969, 1972 und 1973 Brasilianischer Meister und gewann dreimal die Staatsmeisterschaft von São Paulo. 1978 erreichte er mit Palmeiras erneut das Finale der nationalen Meisterschaft. Im Hinspiel im August 1978 wurde er nach einer Tätlichkeit gegen Careca vom Guarani FC des Platzes verwiesen – eine von vier roten Karten in seiner Zeit beim Verein. Das war einstweilen sein letztes Spiel für Palmeiras. Danach wechselte er nach Rio de Janeiro zum CR Vasco da Gama.
1980 zog er weiter zu Grêmio in Porto Alegre. Dort gewann er sogleich die Staatsmeisterschaft von Rio Grande do Sul und 1981 eine weitere Meisterschaft von Brasilien. In den Jahren dazwischen spielte er für CR Vasco da Gama, 1983 zog er weiter zu Corinthians, wo er noch eine Staatsmeisterschaft gewann. Von 1984 bis 1986 spielte er noch einmal für Palmeiras, ehe er Ende 1987 seine Laufbahn bei Sport Recife im Nordosten Brasiliens beendete.

### Nationalmannschaft
Seinen ersten Einsatz in der A-Nationalmannschaft hatte er mit 21 Jahren am 8. März 1970 im mit 2:1 gewonnenen Freundschaftsspiel gegen Argentinien. An der Fußball-Weltmeisterschaft 1970 in Mexiko nahm er als Ersatztorhüter der brasilianischen Fußballnationalmannschaft teil, wo er den Weltmeistertitel mit Brasilien feiern konnte. Bei der Fußball-Weltmeisterschaft 1974 in Deutschland war er bereits Stammtorhüter und erreichte den vierten Platz. Das Spiel um Platz drei ging gegen Polen mit 0:1 verloren. Den Siegtreffer der Polen gegen Leão erzielte der Torschützenkönig dieser WM Grzegorz Lato. Vier Jahre später war Leão bei der Fußball-Weltmeisterschaft 1978 in Argentinien Kapitän der brasilianischen Mannschaft und wurde mit Brasilien WM-Dritter. 1986 wurde er nochmals als Ersatztorhüter zur Fußball-Weltmeisterschaft 1986 in Mexiko nominiert. Er absolvierte insgesamt 80 A-Länderspiele.

## Trainerkarriere
1987 wurde Émerson Leão bei Sport Recife als Trainer eingestellt, wo er im gleichen Jahr sofort die brasilianische Meisterschaft gewann, wenngleich die Titelvergabe in dieser Saison sehr kontrovers vonstattenging. 1988 ging er zu Coritiba FC.
Als Trainer betreute er 2000/01 für vier Monate die brasilianische Nationalmannschaft. Weitere Stationen waren unter anderem FC Santos, Cruzeiro Belo Horizonte, FC São Paulo und Atlético Mineiro. Ende August 2012 wurde er Trainer beim Aufstiegskandidaten AD São Caetano in der Série B, der zweiten brasilianischen Liga. Doch Ende Oktober endete diese seine letzte Trainerstation auch schon wieder. Er war mittlerweile 63 Jahre alt.

## Erfolge

### Als Spieler
Palmeiras
- Torneio Roberto Gomes Pedrosa: 1969
- Campeonato Brasileiro de Futebol: 1972, 1973
- Staatsmeisterschaft von São Paulo: 1972, 1974, 1976
- Trofeo Ramón de Carranza: 1969, 1974, 1975

Nationalmannschaft
- Fußball-Weltmeisterschaft: 1970 (ohne Einsatz)

### Als Trainer
- Campeonato Brasileiro de Futebol mit Sport Recife: 1987
- Kanagawa Cup mit Verdy Kawasaki: 1992
- Kaiserpokal mit Verdy Kawasaki: 1996
- Copa Conmebol mit Atlético Mineiro: 1997
- Copa Conmebol mit FC Santos: 1998
- Campeonato Pernambucano mit Sport Recife: 2000
- Campeonato Brasileiro de Futebol mit FC Santos: 2002
- Staatsmeisterschaft von São Paulo mit FC São Paulo: 2005